# Podróż do Ziemi Obiecanej
Podróż do Ziemi Obiecanej (ang. Promised Land, 1996–1999) – amerykański serial obyczajowy stworzony przez Marthę Williamson. Wyprodukowany przez CBS Productions. Jest to spin-off serialu Dotyk anioła.
Jego światowa premiera odbyła się 17 września 1996 roku na kanale CBS. Ostatni odcinek został wyemitowany 20 maja 1999 roku. W Polsce serial nadawany był dawniej na kanale TVP2.

## Obsada
- Gerald McRaney jako Russell Greene
- Wendy Phillips jako Claire Greene
- Austin O’Brien jako Joshua „Josh” Greene
- Sarah Schaub jako Dinah Greene
- Eddie Karr jako Nathaniel Greene
- Celeste Holm jako Hattie Greene
- Ossie Davis jako Erasmus Jones
- Eugene Byrd jako Lawrence „L.T.” Taggert Jr. (III seria)
- Kamar de los Reyes jako Leon Flores (III seria)
- Kathryne Dora Brown jako Shamaya Taggert (III seria)
- Tinsley Grimes jako Bobbie Wagner (III seria)
- Ashleigh Norman jako Margot Noteworthy (III seria)